# Челмсфорд Сіті
ФК «Челмсфорд Сіті» (англ. Chelmsford City Football Club) — англійський футбольний клуб з міста Челмсфорд, заснований у 1938 році. Виступає в Національній лізі Півдня. Домашні матчі приймає на стадіоні «Мельбурн Стедіум», потужністю 3 000 глядачів.